# Reinhard Schwarzenberger
Reinhard Schwarzenberger (Saalfelden, 7. siječnja 1977.) nekadašnji je austrijski skijaš skakač.

## Karijera
U Svjetskom kupu debitirao je 3. prosinca 1994., a 27 dana kasnije ostvario je i svoju prvu od dvije pobjede u karijeri, i to u Oberstdorfu, na otvaranju Novogodišnje turneje. U sezoni 1995./1996. došao je do druge pobjede u karijeri, također na Novogodišnjoj turneji, ali ovog puta u Garmisch-Partenkirchenu, i na kraju turneje zauzeo je treće mjesto u ukupnom poretku, a i u ukupnom poretku Svjetskog kupa ostvario je plasman karijere završivši sezonu na devetom mjestu. Najvredniji rezultat mu je ekipna brončana medalja sa ZOI 1998. u Naganu. Također ima ekipnu broncu sa Svjetskog prvenstva 1999. u Ramsau am Dachsteinu.
Dana 29. studenoga 2007. objavio je završetak karijere. Tri godine kasnije završio je studij poslovne ekonomije na Sveučilištu u Innsbrucku.

## Rezultati u Svjetskom kupu

### Pobjednička postolja
| Br. | Datum              | Mjesto                 | Skakaonica        | Bodovi | Plasman | Pobjednik          |
| --- | ------------------ | ---------------------- | ----------------- | ------ | ------- | ------------------ |
| 1.  | 30. prosinca 1994. | Oberstdorf             | Schattenberg      | 227,9  | 1.      | –                  |
| 2.  | 1. veljače 1995.   | Kuopio                 | Puijo             | 244,5  | 2.      | Toni Nieminen      |
| 3.  | 1. siječnja 1996.  | Garmisch-Partenkirchen | Velika olimpijska | 228,6  | 1.      | –                  |
| 4.  | 14. siječnja 1996. | Engelberg              | Titlis            | 245,7  | 2.      | Andreas Goldberger |
| 5.  | 20. siječnja 1996. | Sapporo                | Miyanomori        | 215,0  | 3.      | Jens Weißflog      |
| 6.  | 27. siječnja 1996. | Zakopane               | Wielka Krokiew    | 257,7  | 3.      | Primož Peterka     |
| 7.  | 6. ožujka 1999.    | Lahti                  | Salpausselkä      | 118,0  | 2.      | Kazuyoshi Funaki   |

| - 1994./1995.: 14. - 1995./1996.: 9. - 1996./1997.: 31. - 1997./1998.: 21. - 1998./1999.: 15. - 1999./2000.: 30. - 2000./2001.: 34. - 2002./2003.: 27. - 2003./2004.: 36. - 2004./2005.: 74. - 2005./2006.: 41. | - 1994./1995. – 16. - 1995./1996. – 3. - 1996./1997. – 19. - 1997./1998. – 11. - 1998./1999. – 14. - 1999./2000. – 34. - 2000./2001. – 39. - 2002./2003. – 35. - 2003./2004. – 31. - 2004./2005. – 45. - 2005./2006. – 36. | - 1997. – 41. - 1998. – 36. - 1999. – 7. - 2000. – 17. - 2001. – 34. - 2003. – 22. - 2004. – 53. - 1995./1996.: 9. - 1997./1998.: 33. - 1998./1999.: 13. - 1999./2000.: 6. - 2000./2001.: 39. - 2002./2003.: 21. |